# ワーナー・ブラザース・テレビジョン・グループ
ワーナー・ブラザーズ・テレビジョン・グループ（英: Warner Bros. Television Group）は、アメリカのワーナー・ブラザースの子会社である。

## 概要
ワーナー・ブラザースのテレビ関係の親会社である。
子会社にはワーナー・ブラザース・テレビジョン・スタジオ、ワーナー・ブラザース・アニメーション、カートゥーン ネットワーク・スタジオ、ウィリアムズ・ストリートなどがある。

## 部門
- ワーナー・ブラザース・テレビジョン・スタジオ（Warner Bros. Television Studios、1955年） - テレビ番組製作・配給
- ワーナー・ブラザース・アニメーション（Warner Bros. Animation、1980年） - アニメ製作
- テレピクチャーズ・プロダクションズ（英語版）（Telepictures Productions、1990年） - テレビ番組製作
- カートゥーン ネットワーク・スタジオ（Cartoon Network Studios、1994年） - アニメ製作
- ウィリアムズ・ストリート（Williams Street、1994年） - アニメ・実写製作
- アロイ・エンターテインメント（英語版）（Alloy Entertainment、1996年）
- ワーナー・ブラザース アンスクリプテッド・テレビジョン（英語版）（Warner Horizon Unscripted Television、2006年）
- CWテレビジョンネットワーク（2006年） - テレビ放送網

## 買収
2014年2月12日にテレビ部門の成長戦略の一環として、米国を除くEyeworksの全事業買収に合意したと発表した。対象は欧州と南米諸国、オーストラリア、ニュージーランドの15カ国に及び、ワーナーの制作会社ネットワークに13カ国が追加される。